# Helmut Birkhan

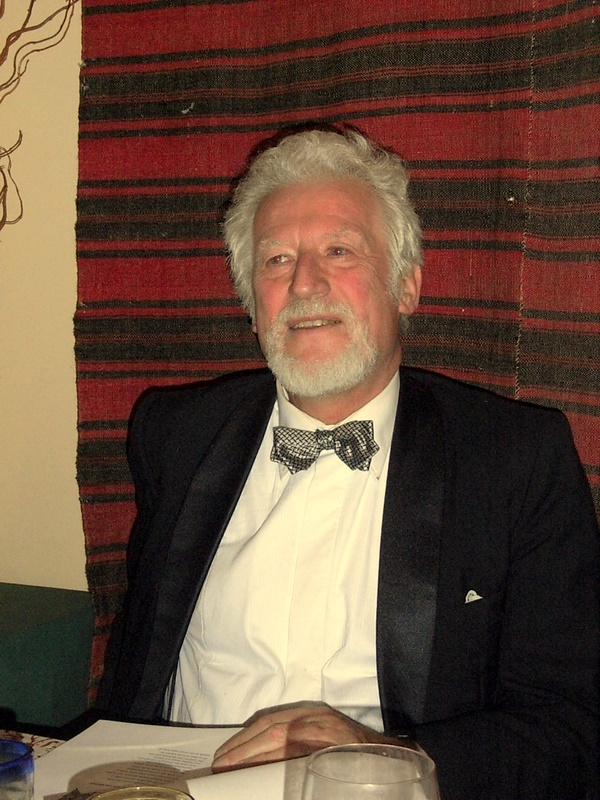
Helmut Birkhan im Februar 2008

Helmut Birkhan (* 1. Februar 1938 in Wien) ist ein österreichischer germanistischer Mediävist und Keltologe.

## Leben
Helmut Birkhan wurde als Sohn eines Ingenieurs geboren. Er studierte nach der Matura am Bundesrealgymnasium Wien VII ab 1956 an der Universität Wien zuerst Philosophie, Psychologie und Germanistik und verlagerte ab 1958 den Schwerpunkt auf Germanistik (besonders Altgermanistik), Klassische Philologie, Philosophie und Psychologie. 1962 wurde er dort mit einer Dissertation über „Die Verwandlung in der Volkserzählung“ promoviert.
Von 1961 bis 1962 unterrichtete Birkhan als Lektor und Assistant Lecturer an der University of Wales in Aberystwyth, 1963 wurde er Assistent am Germanistischen Institut der Universität Wien. Darauf folgte ab 1968 ein zweijähriges „Humboldt-Forschungsstipendium“ an der Georg-August-Universität Göttingen, unter anderem in Archäologie bei Herbert Jankuhn, an der Albert-Ludwigs-Universität Freiburg Indogermanistik bei Oswald Szemerényi und an der Philipps-Universität Marburg Keltologie bei Josef Weisweiler, in Saarbrücken Skandinavistik bei Heinrich Beck.
Im Januar 1970 habilitierte sich Birkhan für Altgermanistik mit einer Arbeit über „Germanen und Kelten bis zum Ausgang der Römerzeit“. Zum 1. Januar 1972 wurde er als ordentlicher Professor für Ältere deutsche Sprache und Literatur an der Universität Wien berufen. Im März desselben Jahres wurde Birkhan kooptiertes Mitglied in mehreren Kommissionen der Österreichischen Akademie der Wissenschaften (Kommissionen für Mundartkunde und Namenforschung, Rechtschreibungsfragen, Altgermanistik, Keltistik, Kuratorium des Instituts für mittelalterliche Realienkunde Österreichs, Redaktionskomitee der Zeitschrift „Sprachkunst“). 1973/1974 wurde Birkhan geschäftsführender Vorstand des Wiener Germanistischen Instituts.
Im Sommersemester 1980 lehrte Birkhan für ein Forschungssemester an der Université de Picardie in Amiens, bevor er im Juni zum „Membre étranger du Centre d’études médiévales de l’Université de Picardie“ gewählt wurde. Ab März 1982 war er Mitglied des dortigen Prüfungsausschusses der „Thèses de troisième cycle“. Von 1986 bis 1988 war er Vorstand des Wiener Instituts für Germanistik. 1988 initiierte Birkhan den Studienversuch Nederlandistik. Im Wintersemester 1993/1994 nahm er eine Gastprofessur der Universiteit van Amsterdam an. 1997 habilitierte sich Helmut Birkhan für Keltologie mit der Arbeit „Kelten. Versuch einer Gesamtdarstellung ihrer Kultur“ und ermöglichte dadurch die Einrichtung des Abschlusses eines individuellen Doppelstudiums, das seit dem Wintersemester 2000 studiert werden kann. Im Herbst 2006 wurde Birkhan emeritiert; er lehrt als Emeritus weiterhin an der Universität Wien.
Seit 1965 ist Helmut Birkhan mit der Philosophin Ingvild Birkhan (geb. Bach) verheiratet. Das Ehepaar hat zwei 1969 und 1974 geborene Töchter.

## Arbeitsschwerpunkte
„Ich sehe die Ältere deutsche Sprache und Literatur sowie die Keltologie primär als Kulturwissenschaften. Demgemäß suchen meine altertumskundlichen, literaturwissenschaftlichen und linguistischen Arbeiten kulturgeschichtlich wichtige Zusammenhänge in den Vordergrund zu stellen. Bei dieser Zielsetzung ist es unvermeidlich, auf einem relativ sehr breiten Gebiet zu arbeiten. Die Vielseitigkeit und das enzyklopädische Moment sind daher wichtige Charakteristika meiner Forschung und Lehre, zugleich ein Skandalon in einer Zeit ausgeprägter und immer noch zunehmender fachspezifischer Spezialisierung.“

Hauptarbeitsgebiete sind die Deutsche Literatur des hohen und späten Mittelalters in kulturgeschichtlichen Bezügen; die Germanische Sprachwissenschaft vom Indogermanischen bis ins Mittelhochdeutsche; die Phonologie, Morphologie und Etymologie; Keltologie allgemein, besonders germanisch-keltische Kulturbeziehungen, Artusliteratur.
Nebenarbeitsgebiet ist die Altertumskunde, Religionswissenschaft und Märchenforschung. Interdisziplinäre Zusammenarbeit pflegt Birkhan mit Historikern, Philosophen, Musikwissenschaftlern. Birkhan hat sich auch über 10 Jahre mit Alchemiegeschichte beschäftigt und als Ergebnis dieser Studien unter anderem die ältesten alchemistischen Originaldichtungen in einer germanischen Sprache (Mittelniederländisch) ediert.
Zu seinen Arbeitsgebieten hat Birkhan zahlreiche Bücher und Beiträge in Sammelwerken sowie Zeitschriftenaufsätze veröffentlicht. Hinzu tritt eine rege internationale Vortragstätigkeit. Darüber hinaus relativiert er sich und sein Fach durch Parodien und Satiren. Dazu gehören beispielsweise seine Übersetzungen des Struwwelpeter und des Kleinen Prinzen ins Mittelhochdeutsche.

## Schüler
Habilitiert haben sich bei Helmut Birkhan als Hauptgutachter Sabine Heinz (Keltologie), Lydia Miklautsch, Oskar Pausch, Hermann Reichert, Richard Schrodt, Rudolf Simek, Ingrid Strasser und Christa Agnes Tuczay.

## Ehrungen
Am 17. Mai 1994 erfolgte die Wahl zum wirklichen Mitglied der Österreichischen Akademie der Wissenschaften. Darüber hinaus ist er korrespondierendes bzw. auswärtiges Mitglied der Heidelberger und der Norwegischen Akademie der Wissenschaften.
- 1990 Offizier des königlich niederländischen Oranje-Nassau-Ordens
- 1992 Wilhelm-Hartel-Preis
- 2000 Kardinal-Innitzer-Preis (Würdigungspreis für Geisteswissenschaften)
- 2006 Silbernes Komturkreuz für Verdienste um das Land Niederösterreich

## Veröffentlichungen
- Germanen und Kelten bis zum Ausgang der Römerzeit. Band 1: Der Aussagewert von Wörtern und Sachen für die frühesten keltisch-germanischen Kulturbeziehungen (= Sitzungsberichte der philosophisch-historischen Klasse der Österreichischen Akademie der Wissenschaften. Band 272). Böhlau, Wien/Köln/Graz 1970, ISBN 3-205-03653-0.
- Zur Datierung, Deutung und Gliederung einiger Lieder Neidharts von Reuental (= Sitzungsberichte der philosophisch-historischen Klasse der Österreichischen Akademie der Wissenschaften. Band 273, Abhandlung 1). Böhlau, Wien/Köln/Graz 1971, ISBN 3-205-03632-8.
- Das Historische im Ring des Heinrich Wittenweiler (= Sitzungsberichte der philosophisch-historischen Klasse der Österreichischen Akademie der Wissenschaften. Band 287, Abhandlung 2). Verlag der Österreichischen Akademie der Wissenschaften, Wien 1973, ISBN 3-7001-0039-6.
- Das „Zipfsche Gesetz“, das schwache Präteritum und die germanische Lautverschiebung (= Sitzungsberichte der philosophisch-historischen Klasse der Österreichischen Akademie der Wissenschaften. Band 348). Verlag der Österreichischen Akademie der Wissenschaften, Wien 1979, ISBN 3-7001-0285-2.
- Etymologie des Deutschen (= Germanistische Lehrbuchsammlung. Band 15). Lang, Frankfurt am Main u. a. 1985, ISBN 3-261-03206-5.
- Keltische Erzählungen vom Kaiser Arthur. Aus dem Mittelkymrischen übertragen, mit Einführung, Erläuterungen und Anmerkungen versehen (= Erzählungen des Mittelalters. Band 1). 2 Teilbände, Phaidon, Kettwig 1989, ISBN 3-88851-088-0 (2. Auflage, Lit, Münster u. a. 2004, ISBN 3-8258-7562-8 und ISBN 3-8258-7562-8).
- mit Helmut Nemec: Irland. Insel der Heiligen. Rosenheimer, Rosenheim 1989, ISBN 3-475-52632-8. Auch erschienen bei Ed. Tau, Mattersburg-Katzelsdorf 1989, ISBN 3-900977-00-3.
- Die alchemistische Lehrdichtung des Gratheus filius philosophi in Cod. Vind. 2372. Zugleich ein Beitrag zur okkulten Wissenschaft im Spätmittelalter. Band 1: Einleitung – Untersuchungen – Kommentar. Band 2: Textedition – Übersetzung – Register (= Sitzungsberichte der philosophisch-historischen Klasse der Österreichischen Akademie der Wissenschaften. Band 591). 2 Teilbände, Verlag der Österreichischen Akademie der Wissenschaften, Wien 1992, ISBN 3-7001-1970-4.
- Daniel von dem Blühenden Tal. Vom Stricker. Aus dem Mittelhochdeutschen übertragen, mit einer Einführung und Anmerkungen versehen (= Erzählungen des Mittelalters. Band 5). Phaidon, Kettwig 1992, ISBN 3-88851-150-X.
- Kelten. Versuch einer Gesamtdarstellung ihrer Kultur. Verlag der Österreichischen Akademie der Wissenschaften, Wien 1997, ISBN 3-7001-2609-3 (2., korrigierte und erweiterte Auflage, ebenda 1997).
- Kelten. Bilder ihrer Kultur. Verlag der Österreichischen Akademie der Wissenschaften, Wien 1999, ISBN 3-7001-2814-2.
- Leben und Abenteuer des großen Königs Apollonius von Tyrus zu Land und zur See. Ein Abenteuerroman von Heinrich von Neustadt verfaßt zu Wien um 1300 nach Gottes Geburt. Übertragen mit allen Miniaturen der Wiener Hs. C, mit Anmerkungen und einem Nachwort. Lang, Frankfurt am Main u. a. 2001, ISBN 3-906766-69-1.
- Geschichte der altdeutschen Literatur im Licht ausgewählter Texte. 8 Bände, Edition Praesens, Wien 2002–2005, ISBN 3-7069-0144-7 (Band 1), ISBN 3-7069-0170-6 (Band 2), ISBN 3-7069-0177-3 (Band 3), ISBN 3-7069-0150-1 (Band 4), ISBN 3-7069-0242-7 (Band 5), ISBN 3-7069-0243-5 (Band 6), ISBN 3-7069-0244-3 (Band 7), ISBN 3-7069-0245-1 (Band 8).
- mit Margarete Jarmer: Koch-Büchlein. Gaumenfreuden des Mittelalters. Hofer, Eggenburg-Retz 2004, ISBN 3-902111-12-7.
- Germanistisches Narren-Häubel. Das ist: minima ridicula tetriciana oder: Curieuse Nebenproducte der nimmermüden Feder des Wiener Philologen Doctor Helmut J. R. Birkhan. Praesens-Verlag, Wien 2006, ISBN 3-7069-0249-4.
- Der Strûbel-Pêter. Lustbaere maeren und gemellichiu bilt. Edition Tintenfass, Neckarsteinach 2008, ISBN 978-3-937467-53-5 (mittelhochdeutsche Übersetzung des „Struwwelpeter“).
- Daz prinzelîn. Mit den bilden des tihtæres. Edition Tintenfass, Neckarsteinach 2008, ISBN 978-3-937467-48-1 (mittelhochdeutsche Übersetzung von „Le petit prince“).
- Nachantike Keltenrezeption. Projektionen keltischer Kultur. Praesens, Wien 2009, ISBN 978-3-7069-0541-1.
- Magie im Mittelalter. C. H. Beck, München 2010, ISBN 978-3-406-60632-8.
- Pflanzen im Mittelalter. Eine Kulturgeschichte. Böhlau, Wien 2012, ISBN 978-3-205-78788-4.
- Das Geheimwissen der Kelten. Marixverlag, Wiesbaden 2014, ISBN 978-3-86539-986-1.
- Spielendes Mittelalter. Böhlau, Wien 2018, ISBN 978-3-205-20648-4.

### Autobiografie
- Kindheit in Wien. Weltkriegs- und Nachkriegszeit aus Kindersicht. Vitalis, Prag 2021, ISBN 978-3-89919-679-5.